# Condado de Dunn (Wisconsin)
O Condado de Dunn é um dos 72 condados do Estado americano do Wisconsin. A sede do condado é Menomonie, e sua maior cidade é Menomonie. O condado possui uma área de 2 238 km² (dos quais 31 km² estão cobertos por água), uma população de 39 858 habitantes, e uma densidade populacional de 18 hab/km² (segundo o censo nacional de 2000). O condado foi fundado em 1854.